# توماس ريختر
توماس ريختر (بالألمانية: Thomas Richter)‏ (1 نوفمبر 1970 بفايبلينغن في ألمانيا - ) هو لاعب كرة قدم ألماني في مركز الدفاع. لعب مع إنغولشتات 04 وشتوتغارت كيكرز وغرويتر فورت وميونخ 1860 ونادي آوغسبورغ ونادي بونر ونادي ماغديبورغ ونادي نورنبرغ وFC Pipinsried ‏ وSC 04 Schwabach ‏ وTSV Crailsheim ‏ وFC Ingolstadt 04 II ‏ ورويتلينغن 05 ‏ وTSV Vestenbergsgreuth ‏.

## وصلات خارجية
- توماس ريختر على موقع قاعدة بيانات كرة القدم.إي يو (الإنجليزية)
- توماس ريختر على موقع بيانات كرة القدم. دي إي (الألمانية)
- توماس ريختر على موقع عالم كرة القدم.نت (الإنجليزية)